# Линтикум
Линтикум (англ. Linthicum, Maryland) — статистически обособленная местность, расположенная в округе Анн-Арандел (штат Мэриленд, США) с населением в 7539 человек по статистическим данным переписи 2000 года.

## География
По данным Бюро переписи населения США статистически обособленная местность Линтикум имеет общую площадь в 10,9 квадратных километра.
Статистически обособленная местность Линтикум расположена на высоте 42 метра над уровнем моря.

## Демография
По данным переписи населения 2000 года в Линтикуме проживало 7539 человек, 2206 семей, насчитывалось 2877 домашних хозяйств и 2950 жилых домов. Средняя плотность населения составляла около 692,3 человека на один квадратный километр. Расовый состав Линтикума по данным переписи распределился следующим образом: 94,39 % белых, 1,76 % — чёрных или афроамериканцев, 0,24 % — коренных американцев, 2,44 % — азиатов, 0,8 % — представителей смешанных рас, 0,23 % — других народностей. Испаноговорящие составили 0,89 % от всех жителей статистически обособленной местности.
Из 2877 домашних хозяйств в 28,3 % — воспитывали детей в возрасте до 18 лет, 64,3 % представляли собой совместно проживающие супружеские пары, в 8,7 % семей женщины проживали без мужей, 23,3 % не имели семей. 19,5 % от общего числа семей на момент переписи жили самостоятельно, при этом 10,5 % составили одинокие пожилые люди в возрасте 65 лет и старше. Средний размер домашнего хозяйства составил 2,61 человека, а средний размер семьи — 2,98 человека.
Население статистически обособленной местности по возрастному диапазону по данным переписи 2000 года распределилось следующим образом: 21,3 % — жители младше 18 лет, 6,2 % — между 18 и 24 годами, 25,5 % — от 25 до 44 лет, 26,4 % — от 45 до 64 лет и 20,6 % — в возрасте 65 лет и старше. Средний возраст жителей составил 43 года. На каждые 100 женщин в Линтикуме приходилось 93 мужчины, при этом на каждые сто женщин 18 лет и старше приходилось 91,7 мужчины также старше 18 лет.
Средний доход на одно домашнее хозяйство в статистически обособленной местности составил 61 479 доллара США, а средний доход на одну семью — 72 821 доллара. При этом мужчины имели средний доход в 46 586 долларов США в год против 35 104 долларов среднегодового дохода у женщин. Доход на душу населения в статистически обособленной местности составил 27 559 долларов в год. 2 % от всего числа семей в местности и 3,6 % от всей численности населения находилось на момент переписи населения за чертой бедности, при этом 3,1 % из них были моложе 18 лет и 7,8 % — в возрасте 65 лет и старше.